# Tofol
Tofol är en delstatshuvudstad i Mikronesiska federationen.   Den ligger i kommunen Lelu Municipality och delstaten Kosrae, i den östra delen av landet, 600 km öster om huvudstaden Palikir. Tofol ligger 5 meter över havet och antalet invånare är 9 686. Den ligger på ön Kosrae.
Terrängen runt Tofol är kuperad västerut, men österut är den platt. Havet är nära Tofol åt nordost.  Det finns inga andra samhällen i närheten. 